# Velvet Cacoon
A Velvet Cacoon amerikai pszichedelikus black metal/dark ambient zenekar volt az oregoni Portlandből, 1996-ban alakultak és 2009-ben oszlottak fel. Az együttesre jellemző volt a titoktartás és a háttérben maradás: első öt nagylemezüket és demóikat csak a közeli kapcsolataiknak és barátaiknak küldték el, 2002-ben megjelent hatodik stúdióalbumuk viszont nyilvánosan jelent meg, a Full Moon Productions kiadó gondozásában. Az együttes nevét Josh (SGL) találta ki, mikor Angelával (LVG) egy elhagyott kolostorban sétáltak és rumot ittak. A zenekar továbbá számtalan hazugságot terjesztett, pl.: a zenekar feloszlásáról való hírt, ökoterrorista cselekedeteket, újra alakulásokat, illetve albumokat és demókat, amelyek soha nem is léteztek. Josh végül egy olasz fanzine-nek adott interjújában bejelentette, hogy ezek az állítások hamisak. A zenekar 2009-ben végül "ténylegesen" feloszlott.

## Diszkográfia
- Dextronaut (2002, 2006-ban "remastered", újra rögzített verzióban újból megjelent)
- Music for Falling Buildings (2002)
- Chapelflames (Red Steeples) (2003)
- Genevieve (2003)
- Northsuite (2004)
- Atropine (2009)
- P aa opal Poere Pr. 33 (2009)